# Dennenfeetiran
De dennenfeetiran (Empidonax affinis) is een zangvogel uit de familie Tyrannidae (tirannen).

## Verspreiding en leefgebied
Deze soort is endemisch in Mexico en telt vijf ondersoorten:
- E. a. pulverius: noordwestelijk Mexico.
- E. a. trepidus: noordoostelijk Mexico.
- E. a. affinis: centraal Mexico.
- E. a. bairdi: zuidelijk Mexico.
- E. a. vigensis: zuidoostelijk Mexico.

## Status
De grootte van de populatie is in 2022 geschat op 50.000-500.000 volwassen vogels. Op de Rode lijst van de IUCN heeft deze soort de status niet bedreigd.